# Geovanny Benítez
Édgar Geovanny Benítez Calva (Santo Domingo, 24 de febrero de 1968) es un ingeniero zootecnista y político ecuatoriano, asambleísta nacional por Santo Domingo de los Tsáchilas, desde 2023. Fue el primer prefecto provincial de Santo Domingo de los Tsáchilas, entre abril de 2008 y diciembre de 2018.

## Biografía

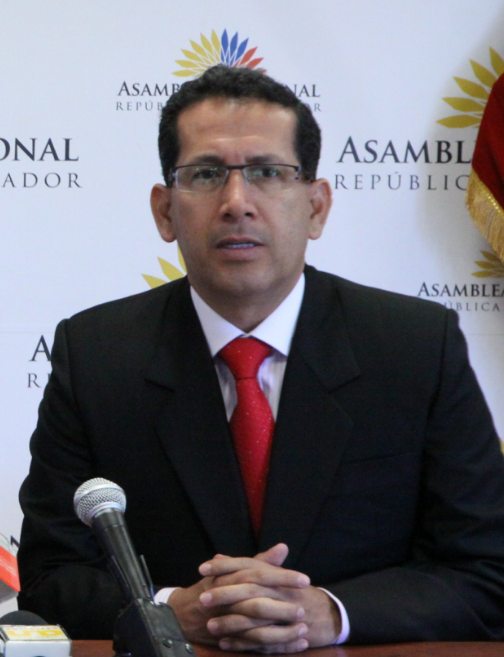
Geovanny Benítez en 2012.

Nació el 24 de febrero de 1968 en la ciudad ecuatoriana de Santo Domingo. 
Realizó sus estudios secundarios en los colegios Pío XII y Santo Domingo y los superiores en la Escuela Superior Politécnica del Chimborazo, donde obtuvo el título de ingeniero zootecnista. Tiene un diplomado en gobernabilidad de la Universidad Católica de Guayaquil y una maestría en desarrollo de la educación social de la Universidad Tecnológica Equinoccial.

### Vida política
En marzo de 2008 fue elegido primer prefecto de la recién creada provincia de Santo Domingo de los Tsáchilas, por el movimiento oficialista Alianza PAIS. En las elecciones seccionales de 2009 fue reelegido al cargo de prefecto. En las elecciones de 2014 fue reelecto para un tercer periodo en la prefectura.
A finales de 2018 renunció a la prefectura para participar como candidato a la alcaldía de Santo Domingo por la alianza entre el movimiento Positivo y el Partido Social Cristiano, pero fue derrotado por Wilson Erazo.